# Wyeomyia fernandezyepezi
Wyeomyia fernandezyepezi är en tvåvingeart som beskrevs av Cova Garcia, Sutil Oramas och Pulido F. 1974. Wyeomyia fernandezyepezi ingår i släktet Wyeomyia och familjen stickmyggor.
Artens utbredningsområde är Venezuela. Inga underarter finns listade i Catalogue of Life.